# Deltatheroida
Los deltateroides (Deltatheroida) son un orden extinto de mamíferos metaterios basales muy cercanamente relacionados con los marsupiales. La mayor parte de los miembros conocidos del grupo vivieron durante el Cretácico; sin embargo, una especie, Gurbanodelta kara, es conocido del Paleoceno tardío (Gashatense) de China. Sus fósiles se restringen al Asia Central y a América del Norte. Este orden puede ser definido como todos los metaterios más cercanos a Deltatheridium que a Marsupialia.
Estos mamíferos poseían molares inferiores trituberculares, los cuales no eran tribosfénicos y de apariencia bastante primitiva. Esto es extraño debido a que los molares tribosfénicos son hallados comúnmente en muchos mamíferos terios (aunque existen excepciones como los osos hormigueros y algunos cetáceos, los cuales no tienen dientes).
Cuando fueron identificados por primera vez en la década de 1920s, se creyó que eran placentarios y posibles ancestros de los "creodontes" (un grupo polifilético de mamíferos carnívoros del Paleógeno y el Mioceno), pero esto fue posteriormente desacreditado. Aun así, los deltateroides convergen con los hienodóntidos, oxiénidos, carnívoros, dasiuromorfos y esparasodontes en muchos detalles de su anatomía dental, lo que sugiere que eran de hábitos depredadores. Oxlestes y Khuduklestes en particular están entre los mayores mamíferos conocidos del Mesozoico, aunque el estatus del primero como un deltateroide es cuestionable.
Al menos algunos deltateroides fueron depredadores diente de sable.
```
--o 
Deltatheroida
 
Kielan-Jaworowska, 1982
 
  |-o 
Atokatheridium
 
Kielan-Jaworowska & Cifelli, 2001

  | `-- 
A. boreni
 
Kielan-Jaworowska & Cifelli, 2001

  |-o 
Oklatheridium
 
Davis, Cifelli & Kielan-Jaworowska, 2008

  | |-- 
O. minax
 
Davis & Cifelli, 2011

  | `-- 
O. szalayi
 
Davis, Cifelli & Kielan-Jaworowska, 2008

  |-o 
Khuduklestes
 
Nesov, Sigogneau-Russell & Russell, 1994

  | `-- 
K. bohlini
 
Nesov, Sigogneau-Russell & Russell, 1994

  |-o 
Beleutinus
 
Bazhanov, 1972

  | `-- 
B. orlovi
 
Bazhanov, 1972

  |-o 
Falepterus
 barwini
 
Clemens & Lillegraven, 1986

  | `-- 
F. barwini
 
Clemens & Lillegraven, 1986

  |-o 
Deltatheridiidae
 
Gregory & Simpson, 1926

  | |-o 
Deltatheroides
 
Nesov, 1993

  | | `-- 
D. kizylkumensis
 
Nesov, 1993

  | |-o 
Oxlestes
 grandis
 
Nesov, 1982

  | | `-- 
O. grandis
 
Nesov, 1982

  | |-o 
Deltatheridium
 
Gregory & Simpson, 1926

  | | |-- 
D. pretrituberculare
 
Gregory & Simpson, 1926

  | | `-- 
D. nessovi
 
Averianov, 1997

  | `-o 
Sulestes
 
Nesov, 1985

  |   `-- 
S. karakshi
 
Nesov, 1985

  `-o 
Deltatheroididae
 
Kielan-Jaworowska & Nesov, 1990

    `-o 
Deltatheroides
 
Gregory & Simpson, 1926

      `-- 
D. cretacicus
 
Gregory & Simpson, 1926
```